# Benadalid
Benadalid es un municipio español de la provincia de Málaga, Andalucía, situado en el oeste de la provincia en el Valle del Genal, siendo una de las poblaciones que conforman la comarca de la Serranía de Ronda. El municipio contaba en 2017 con 232 habitantes según el Instituto Nacional de Estadística (INE).
Por carretera se halla situado a 139 km de Málaga (pasando por Ronda y a 672 km de Madrid.  (enlace roto disponible en Internet Archive; véase el historial, la primera versión y la última).).
Entre su arquitectura se encuentra un castillo de posible origen romano y más tarde árabe, que fue reconstruido en el siglo XVII. De planta cuadrada y rematada con torres cilíndricas, en la actualidad es un cementerio.

## Geografía
- Altitud: 668 metros.

Su término municipal tiene una superficie de 20´8 km², y se extiende en una banda entre los ríos Genal y Guadiaro. Limita con Benalauría, Alpandeire, Atajate, Jimera de Líbar, Jubrique y Cortes de la Frontera.

## Historia
El origen romano de su pequeña fortaleza queda avalado por la existencia de un vial de esta época entre Lacipo y Arunda.
Fue conquistada en el 711 por el bereber Zayde Ibn Kesadi.
Entre los siglos XIII y XV queda alternativamente bajo el dominio granadino y africano.
Entre 1492 y 1570 se produce la expulsión de los moriscos y la destrucción de edificios públicos. 
En 1494, las villas de Benadalid y Benalauría son concedidas al II conde de Feria.
En 1505, se erige la iglesia de Benadalid, de la que es titular San Isidoro.
En 1518, pasa el señorío al marqués de Tarifa, señor de Alcalá de los Gazules.
En 1572, el castillo pasa a manos del duque de Medinacelli, quien lo cedió al Ayuntamiento para su uso como cementerio en el siglo XIX.
En el siglo XIX con la invasión francesa se destruye la ermita del Cristo de la Puente.
Entre 1931 y 1932 se produce la disolución de la comunidad Benadalid-Benalauría.
Durante la Guerra Civil fueron destrozados todos los archivos e imágenes religiosas que existían en el pueblo.

## Geografía humana

### Demografía
Cuenta con una población de 234 habitantes (INE 2024).
| Gráfica de evolución demográfica de Benadalid entre 1842 y 2021                                                                                                |
| |
| Población de derecho según los censos de población del INE Población de hecho según los censos de población del INEEn este censo se denominaba Benaladid: 1842 |

## Fiestas populares
- Verbena de San Isidoro: Se celebra el 26 de abril, o el fin de semana más cercano a esta fecha.

Hay una misa solemne y procesión, aperitivo en la plaza del pueblo y baile con orquesta hasta la madrugada. 
- Fiestas patronales de San Isidoro y representación de Moros y Cristianos: El último fin de semana de agosto se desarrollan actividades dedicadas a los niños, la gastronomía, el flamenco, cultos religiosos, la famosa representación de moros y cristianos, verbena y bailes de disfraces.
- Día de la Asunción: El 15 de agosto durante todo el día, los mayordomos y otras personas del pueblo paran los coches que pasan por la carretera para invitarles a la feria de agosto.
- Corpus Cristi: Se celebra una procesión por las calles del pueblo que se engalanan para la ocasión con altares en los cuales destaca la abundante decoración floral y las plantas aromáticas.
- Fiesta de la Candelaria: Se celebra una misa en la ermita de la Candelaria.

## Lugares de interés
Cruz del Humilladero: Su construcción data del año 1776, según reza en la inscripción que tiene en su parte superior. Está construida de grandes bloques de piedra caliza y, según la tradición local, en ella intervinieron de forma muy activa dos hermanos de origen portugués que habían venido para trabajar en la ampliación de la iglesia con las dos naves laterales. 
Estos hermanos que eran considerados buenos artesanos eran, sobre todo, excelentes canteros. Aquí se establecieron, se casaron y son el origen de la mayoría de apellidos "Fernández" existentes en el pueblo.
Durante la dictadura franquista, el Humilladero pasó a llamarse Cruz de los caídos, por lo que los más jóvenes sólo conocen este nombre. Sin embargo, alguna gente mayor también lo llama Gradillas, por las escalinatas que conforman su parte delantera.